# Maria Angelica Razzi
Maria Angelica Razzi   () va ser una monja i escultora italiana del segle xvi a Santa Caterina da Siena de Florència. Va treballar principalment en argila per confeccionar figures de terracota devocional's.
Razzi va ser la segona filla de la seva família immediata a ingressar en un convent dominicà el 1552. La seva dot va ser finançada pel germà Girolamo. El seu altre germà, Serafino Razzi, es va convertir en monjo el 1549 i va escriure sobre santa Caterina de Siena a Florència i les seves monges.
La historiadora de l'art, Catherine Turrill sospita que Razzi pot haver estat un artista actiu cap al 1560. Si bé no hi ha registres supervivents al convent que afirmen que, el seu germà Serafino Razzi va escriure que va crear figures de terracota de la Madonna, sants i àngels. Una de les seves figures va ser creada per a la capella del rosari de San Domenico a Perugia, i una altra, una Madonna i un Nen, per a la sagristia de Sant Marc.